# ميركاتو سان سيفيرينو
ميركاتو سان سيفيرينو، (بالإنجليزية: Mercato San Severino)‏، هي بلدة وبلدية في مقاطعة ساليرنو، في منطقة كامبانيا، بجنوب غرب إيطاليا.

## السكان
في سنة 1861 بلغ عدد السكان 9٬907 نسمة، وتطور العدد ليصل في سنة 2011 لـ 22٬036 نسمة.
يظهر هذا المخطط البياني تطور النمو السكاني لـ ميركاتو سان سيفيرينو